# Amanita brunnescens
Amanita brunnescens (рус. Мухомор буреющий) — гриб семейства мухоморовые (Amanitaceae). Включён в подрод Lepidella рода Amanita.

## Биологическое описание
Шляпка 7—10 см в диаметре, выпуклой, затем плоско-выпуклой, плоской и слабо вдавленной формы, с гладкой зеленовато-жёлтой, серо-коричневой или коричнево-красноватой поверхностью, иногда выцветающей до беловатой, покрытой немногочисленными, быстро смывающимися рыже-коричневыми бородавками — остатками общего покрывала.
Мякоть белого цвета, на воздухе буреющая, с картофельным запахом.
Гименофор пластинчатый, пластинки свободные или узко-приросшие, часто расположенные, беловатого цвета.
Ножка 9—11 см длиной и 1,2—1,5 см толщиной, светло-кремового цвета, с возрастом нередко темнеющая. Основание ножки с заметным бульбовидным утолщением. Кольцо кремовое, расположенное в верхней части ножки.
Споровый порошок белого цвета. Споры 7—9,5×6,5—9 мкм, амилоидные, обычно почти шаровидной формы.

## Экология и ареал
Amanita brunnescens произрастает в смешанных и хвойных лесах востока Северной Америки.

## Сходные виды
- Amanita aestivalis Singer, 1959
- Amanita asteropus Sabo ex Romagn., 1982